# Drapeau de la Caroline du Sud
Le drapeau de la Caroline du Sud est le drapeau officiel de l'État américain de la Caroline du Sud. Il aurait été dessiné en 1775 pour être utilisé par les troupes sud-caroliniennes durant la guerre d'indépendance des États-Unis. Le bleu du drapeau est emprunté à l'uniforme de la milice et le croissant est emprunté à l'emblème de leurs chapeaux. Toutefois, les éléments qui composent le drapeau actuel remonteraient à 1765, sur une bannière utilisée par les protestataires de Caroline du Sud à propos du Stamp Act. Le drapeau de Caroline du Sud a été désigné comme l'un des 10 drapeaux d'États ou de provinces les mieux dessinés en Amérique du Nord par la North American Vexillological Association en 2001.

## Histoire

Drapeau d'avant la guerre de Sécession

Drapeau de souveraineté/sécession utilisé pendant la guerre de Sécession

Drapeau de janvier 1861

L'actuelle version a été adoptée le 28 janvier 1861 comme drapeau « national » de l'État nouvellement sécessionniste. Le seul changement a été l'addition du Sabal palmetto, lequel représente la défense du Fort Moultrie (construit de tronc de Sabal palmetto) sur l'île de Sullivan contre l'attaque des Britanniques le 28 juin 1776. Le Sabal palmetto n'est pas un palmier typique car il n'a pas d'anneaux. Résultat, les boulets de canon qui ont mis le feu au fort Moultrie n'ont pas traversé le fort mais sont restés dans les murs.
La symbolique exacte du croissant sur le drapeau de la Caroline du Sud n'est pas entièrement claire. Selon une hypothèse le croissant était visible sur les bonnets portés par les soldats révolutionnaires de la Caroline du Sud et stylisé sur des armures pour les chevaux et des plaques pour les hommes. Ainsi, peut-être les deux symboles sur le drapeau d'État sont des emblèmes de prouesse défensive. Cependant bien que l'on le sache que les soldats à Charleston et en Caroline du Sud ont en général porté le croissant, quelques historiens posent le principe que ce n'est pas une armure stylisée (qui est portée par-dessus le buste) mais plutôt, il était déjà établi, comme emblème de la ville de Charleston et de la colonie de Caroline du Sud ; une théorie soutient que dix ans avant la révolution, un drapeau bleu avec trois croissants blancs était déjà en service par des troupes de Charleston.
L'origine du croissant comme symbole pour Charleston et pour la Caroline du Sud n'est pas connue pour certain. En héraldique européenne, le croissant a été parfois adopté comme symbole par des villes fondées sur les berges d'une boucle de fleuve. Le croissant a représenté la boucle du fleuve. Cela voudrait dire que Charleston se situe dans un tel endroit sur le fleuve Ashley. Une hypothèse alternative est que le croissant peut être dérivé des croissants sur les armoiries de la famille de Taureau, qui était des notables au début de la colonie et qui a même produit des gouverneurs royaux de Charleston les plus illustres.

## Utilisations commerciales
Chemises, chaussures, ceintures, portefeuilles, et autres accessoires où figurent le Sabal palmetto et le croissant sont très populaires à travers la Caroline du Sud et dans les États du sud-est. Il est d'usage pour les élèves et partisans des principales universités (l'université de Caroline du Sud et l'université de Clemson) d'arborer le drapeau d'État avec les couleurs de leur école.